# إنكريديبل كرايسس
إنكريديبل كرايسس (بالإنجليزية: Incredible Crisis)‏ (باليابانية: とんでもクライシス!)، هي لعبة فيديو إلكترونية يابانية من نوع أكشن وكوميديا، صدرت في اليابان سنة 1999م ثم صدرت باللغة الإنجليزية في أوروبا وأمريكا الشمالية سنة 2000م، وتعمل لنظام المنصة المنزلية بلاي ستيشن، ونظام آركيد باليابان فقط.